# William R. Coyle

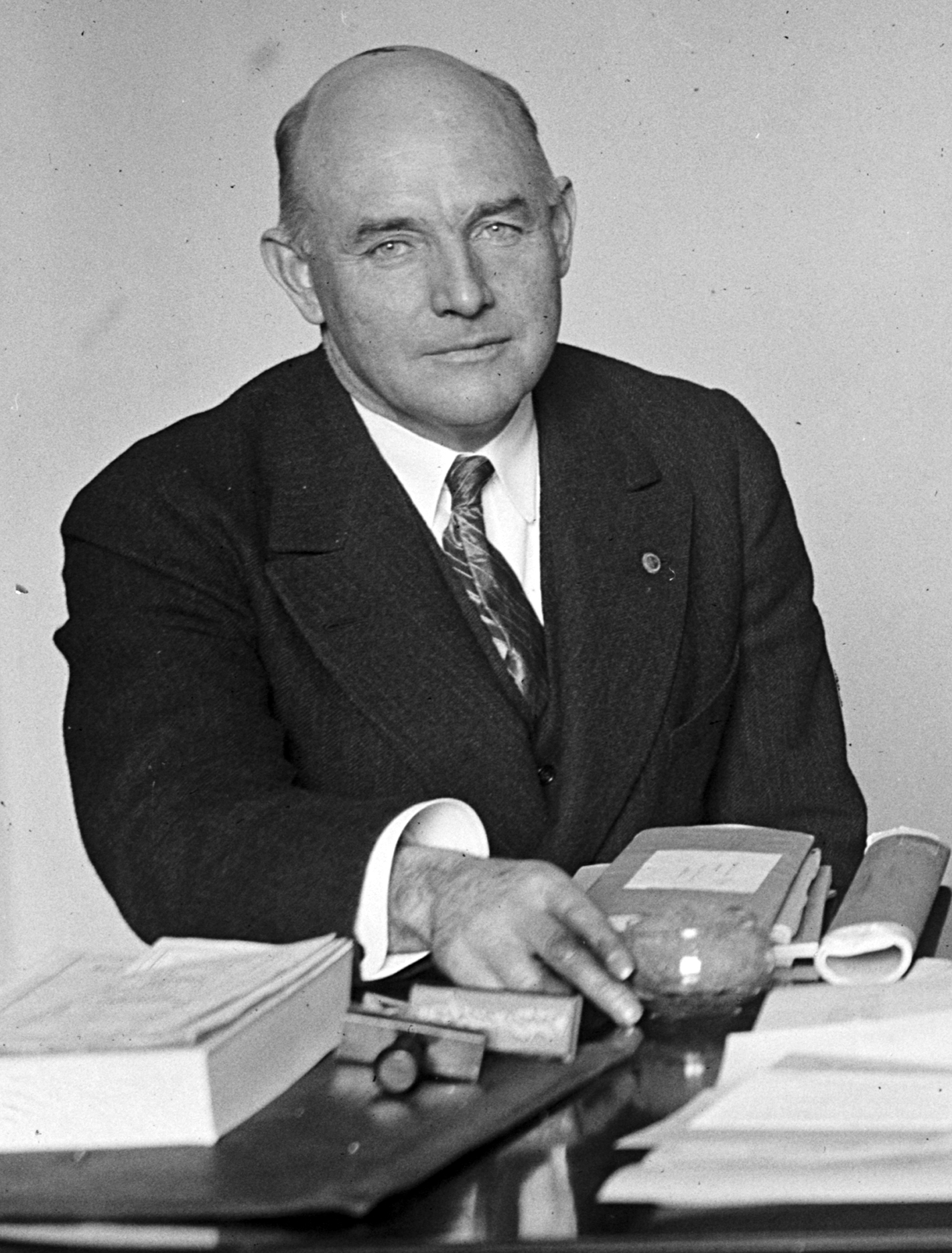
William R. Coyle (1925)

William Radford Coyle (* 10. Juli 1878 in Washington, D.C.; † 30. Januar 1962 in Bethlehem, Pennsylvania) war ein US-amerikanischer Politiker. Zwischen 1925 und 1927 sowie nochmals von 1929 bis 1933 vertrat er den Bundesstaat Pennsylvania im US-Repräsentantenhaus.

## Werdegang
William Coyle besuchte die öffentlichen Schulen seiner Heimat und studierte danach in den Jahren 1898 und 1899 am Columbian College, der heutigen George Washington University. Dazwischen arbeitete er ab 1896 für den United States Geological Survey. Im Jahr 1900 absolvierte er das Naval War College in Newport (Rhode Island). Von 1900 bis 1906 diente er im Marine Corps, in dem er bis zum Hauptmann aufstieg. Anschließend studierte er bis 1907 an der University of Pennsylvania in Philadelphia Jura. Ab 1908 lebte er in Bethlehem, wo er von 1912 bis 1918 Schuldirektor war. Ab 1913 war er auch Hauptmann in der Nationalgarde seines Staates. Während des Ersten Weltkrieges diente er im Jahr 1918 wieder im Marine Corps, in dem er bis zum Major aufstieg. In den Jahren 1921 und 1922 war Coyle Präsident der American Wholesale Coal Association; von 1922 bis 1925 war er für die Kohlebörse Tidewater Coal Exchange tätig. Politisch war er Mitglied der Republikanischen Partei.
Bei den Kongresswahlen des Jahres 1924 wurde Coyle im 30. Wahlbezirk von Pennsylvania in das US-Repräsentantenhaus in Washington gewählt, wo er am 4. März 1925 die Nachfolge des Demokraten Everett Kent antrat. Da er im Jahr 1926 seinem Vorgänger Kent unterlag, konnte er bis zum 3. März 1927 zunächst nur eine Legislaturperiode im Kongress absolvieren. Bei den Wahlen des Jahres 1928 wurde Coyle erneut im 30. Distrikt seines Staates in den Kongress gewählt, wo er am 4. März 1929 Kent wieder ablöste. Nach einer Wiederwahl konnte er bis zum 3. März 1933 zwei weitere Amtszeiten im US-Repräsentantenhaus verbringen. Diese waren von den Ereignissen der Weltwirtschaftskrise geprägt.
1932 wurde Coyle nicht wiedergewählt. In den Jahren 1936 und 1942 bewarb er sich erfolglos um die Rückkehr in den Kongress. 1936 und 1944 nahm er als Delegierter an den jeweiligen Republican National Conventions teil. Während des Zweiten Weltkrieges leitete er zwischen 1941 und 1945 die zivile Verteidigungsbehörde der Stadt Bethlehem. Außerdem war er zwischen 1932 und 1954 Vizepräsident der Firma Weston Dodson & Co., Inc. Von 1953 bis 1959 war er Vorsitzender der städtischen Behörde Bethlehem Redevelopment Authority. William Coyle starb am 30. Januar 1962 in Bethlehem, wo er auch beigesetzt wurde.